# Hans W. Sundberg
Hans Valter Sundberg, känd som Hans W. Sundberg, född 12 februari 1922 i Sankt Matteus församling i Stockholm, död 10 november 2004 i Göteborgs Annedals församling, var en svensk målare och tecknare.
Han var son till fabrikören Gustav Fredrik Sundberg och Frida Charlotta Elisabeth Karlsson. Sundberg studerade vid Tekniska skolan i Stockholm 1940–1942 och för Otte Sköld 1956–1946 och Akke Kumlien 1948 samt under studieresor till Tyskland, Frankrike, Spanien och Nordafrika. Han debuterade med en separatutställning på Galerie Acté 1947 där han visade bilder ur en egen fantasi- och föreställningsvärld som följdes av separatutställningar på Galerie Moderne, Sturegalleriet och Galerie Bleue. Han medverkade i utställningen aspect 61 som visades på Liljevalchs konsthall 1961 och i samlingsutställningar på Bornholm. Hans konst består av målningar utförda i olja, lackfärg, pastell och gouache. Sundberg är representerad vid Institut Tessin i Paris. Han är begravd på Skogskyrkogården i Stockholm.
Hans W. Sundberg var gift första gången 1944–1950 med målaren Vera Ringqvist (1917–1990), dotter till Thure Ringqvist, och fick dottern Carola (född 1946). Andra gången var han gift 1950–1952 med journalisten Karin Kellgren (1920–2010, omgift med Bernt Ringqvist), tredje gången 1964–1965 med konstnären Gunilla Serner (1932–2020), fjärde gången 1965–1966 med skådespelaren Gerissa Jalander (1920–2003, förut gift med Hans Dahlin) och femte gången 1966–1974 med Ragnhild Opsahl (1918–2010) från Norge.